# Відкритий пиріг

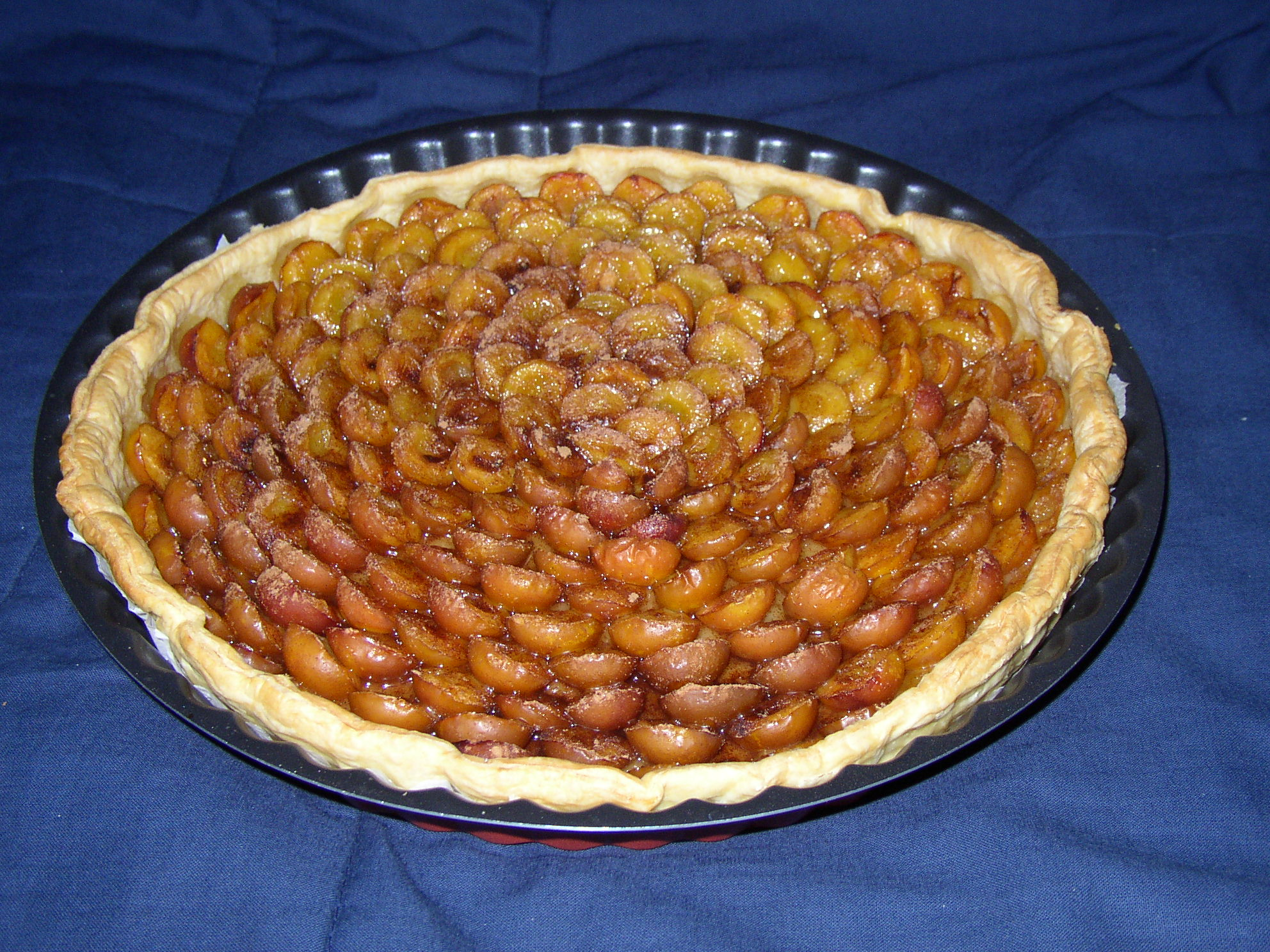
Французький сливовий тарт

Відкритий пиріг — один з видів пирогів з солодкою (з фруктів і ягід) або солоною (з овочів, м'яса або риби) начинкою. Начинка при цьому залишається відкритою, тобто не накривається шаром тіста.
Тісто розкочується тонким шаром і поміщається в неглибоку форму для випічки в духовці — приблизно на 30 хвилин — до золотистого кольору. Подається теплим або холодним: солодкий пиріг — як десерт, солоний пиріг — як закуска або основна страва.

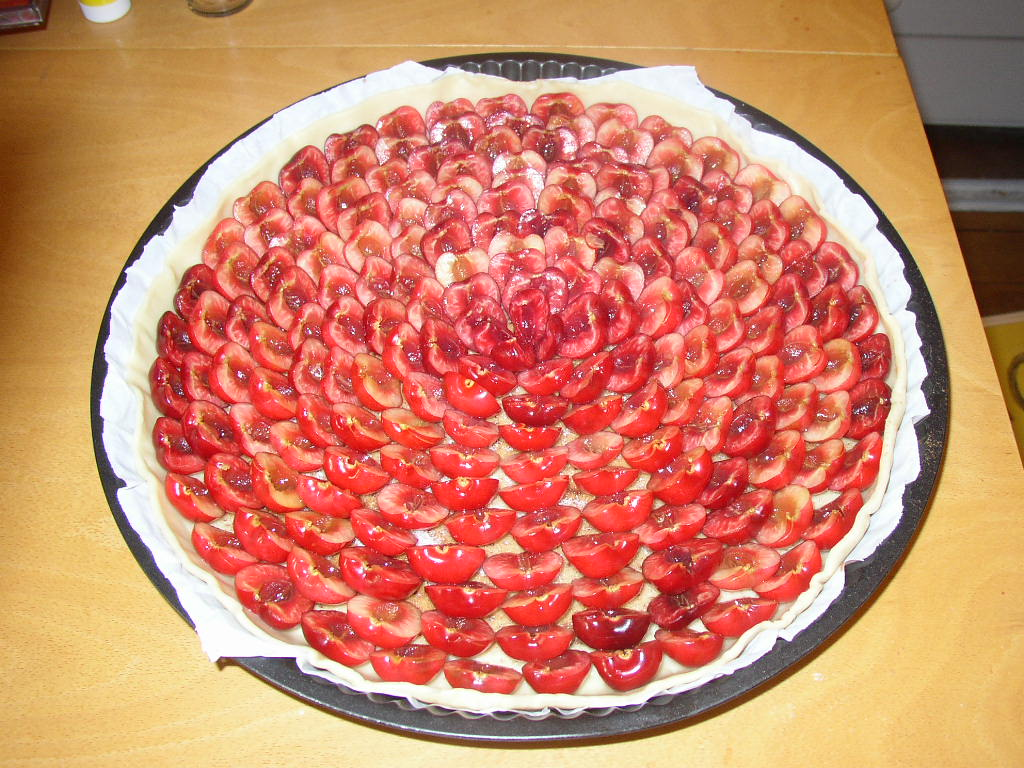
Відкритий пиріг з вишнями перед випічкою
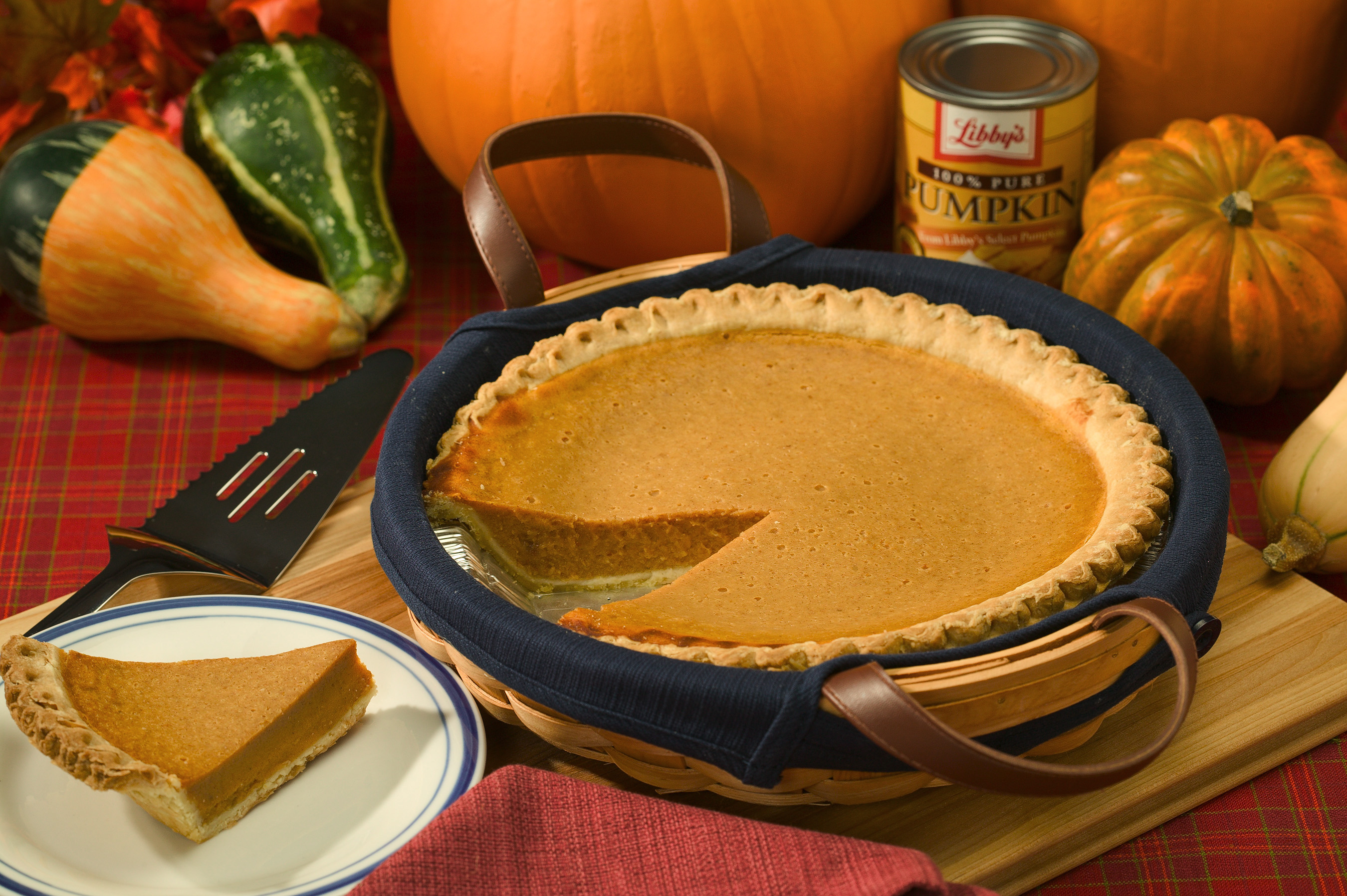
Гарбузовий пиріг
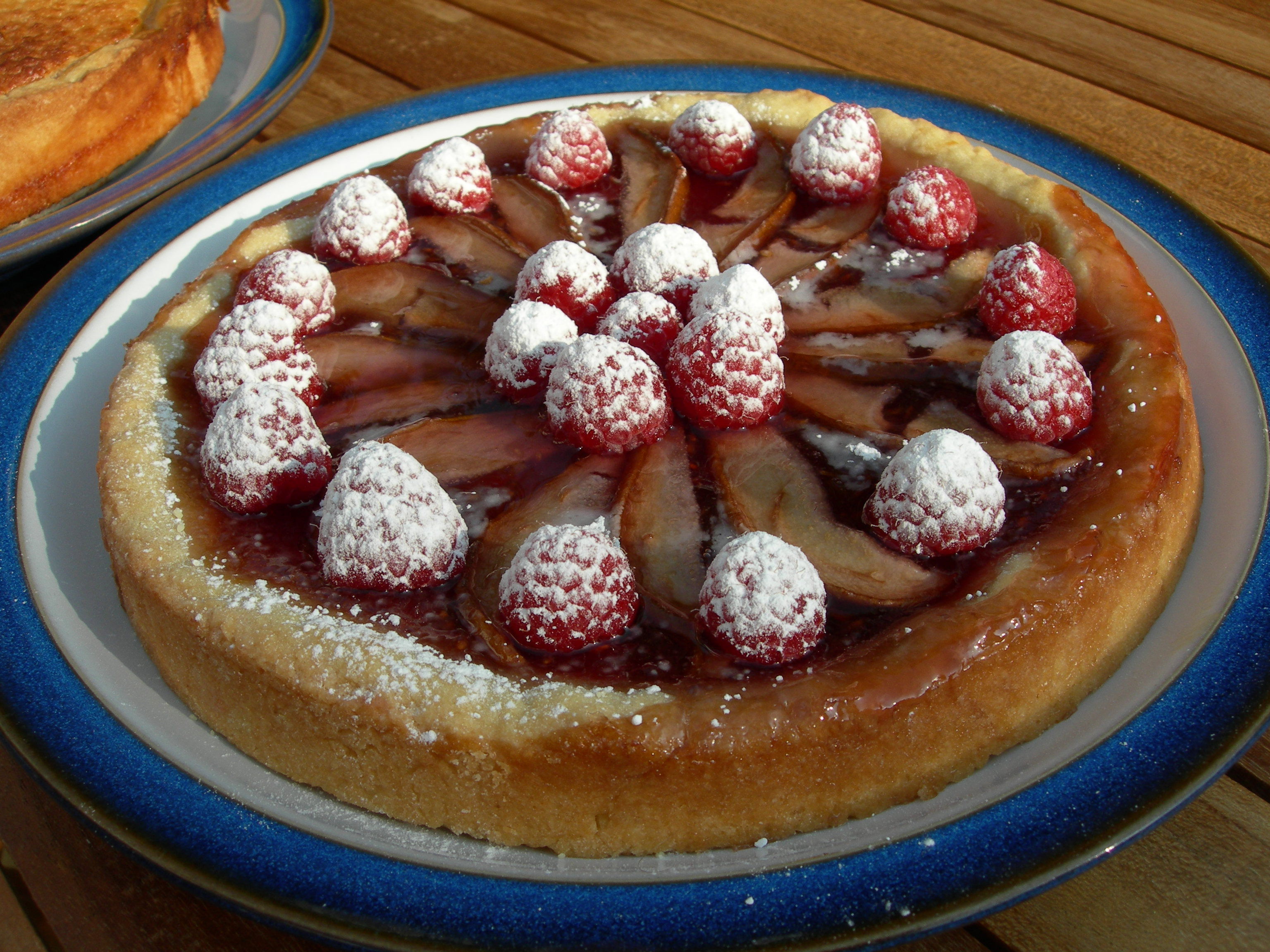
Веганський грушево-малиновий відкритий пиріг